# Тюменцев, Фёдор Петрович
Фёдор Петрович Тюменцев (8 февраля 1925, Сухобузимский район, Красноярский край — 10 апреля 1998, Бобруйск, Могилёвская область) — автоматчик разведывательной роты 17-й гвардейской механизированной бригады, гвардии красноармеец. Герой Советского Союза.

## Биография
Родился 8 февраля 1925 года в деревне Шошкино ныне Сухобузимского района Красноярского края. Жил в городе Красноярск. Окончил 7 классов. Работал грузчиком.
В Красной Армии с июня 1943 года, на фронте — с марта 1944.
Автоматчик разведывательной роты 17-й гвардейской механизированной бригады гвардии красноармеец Тюменцев отличился при форсировании Одера в районе города Кёбен.
26 января 1945 года с группой разведчиков первым преодолел реку, ворвался в дот и уничтожил пулемётный расчёт. Был ранен, но не покинул поля боя. На захваченном плацдарме за 6 часов разведчики отбили 10 контратак противника, уничтожили много противников.
Указом Президиума Верховного Совета СССР от 10 апреля 1945 года за мужество, отвагу и героизм гвардии красноармейцу Тюменцеву Фёдору Петровичу присвоено звание Героя Советского Союза с вручением ордена Ленина и медали «Золотая Звезда».
В 1946 году демобилизован. Жил в городе Бобруйск Могилёвской области. Был рабочим. Умер 10 апреля 1998 года. Похоронен в Бобруйске.
Награждён орденами Ленина, Отечественной войны 1-й степени, Красной Звезды, медалями.